# بؤرة غون
بؤرة غون (بالإنجليزية: Ghon focus)‏ وتُعرف باسم بؤرة السل الأولية، هي آفةٌ أولية، عادةً تحت الجنبة، وغالبًا في المناطق السفلية والمنتصفة من الرئة، تُسببها عصيات المتفطرة السلية والي تتطور في رئة المُضيف ضعيف المناعة (غالبًا عند الأطفال).
تكون بؤرة غون عبارةً عن التهاب ورمي حبيبي في منطقة صغيرة، تشاهد فقط باستخدام الأشعة السينية الصدرية إذا تكلست أو نمت لحد يمكن تمييزها به. نموذجيًا تُشفى البؤرة وحدها، لكن في بعض الحالات وخصوصًا عند المرضى مكبوتي المناعة تتطور لتصبح سل دخني (سميت بسبب الأورام الحبيبية التي تشبه بذور الدخن على أشعة الصدر).
الموقع التقليدي للعدوى الأولية يحصل حول الشق الفصي، سواءً في الجزء العلوي من الفص السفلي أو الجزء السفلي من الفص العلوي. إذا تضمنت بؤرة غون أيضًا عدوى في العقد اللمفية المجاورة أو اللمفية النقيرية فتعرف حينها باسم معقد غون (مركب غون) أو المعقد الأولي، وعندما يخضع المعقد الأولي للتليف أو التكلس يدعى حينها معقد رانكه.

## التسمية
سُميت نسبةً إلى عالم الأمراض النمساوي أنطون غون (1866–1936).